# De Havilland Vampire
A de Havilland DH.100 Vampire egy brit sugárhajtású vadászgép volt, melyet a második világháború alatt terveztek és első példányait is akkor készítették el, hadrendbe állítása azonban csak a háború után történt meg. Ez a gép a Royal Air Force második sugárhajtású repülőgépe a Gloster Meteor után. A Vampire a RAF kötelékeiben vadászgépként 1955-ig szolgált, majd 1966-ig gyakorló repülőnek használták. Igen sok más légierőnél is rendszeresítették világszerte és több rekordot és elsőséget döntött meg. Mintegy 3300 darabot gyártottak le, melyből egy negyed részt más országok készítettek licenc alapján. A Vampire szolgált alapjául a de Havilland Venom és a repülőhordozóra szánt Sea Vampire fejlesztésének.

## Tervezés és fejlesztés

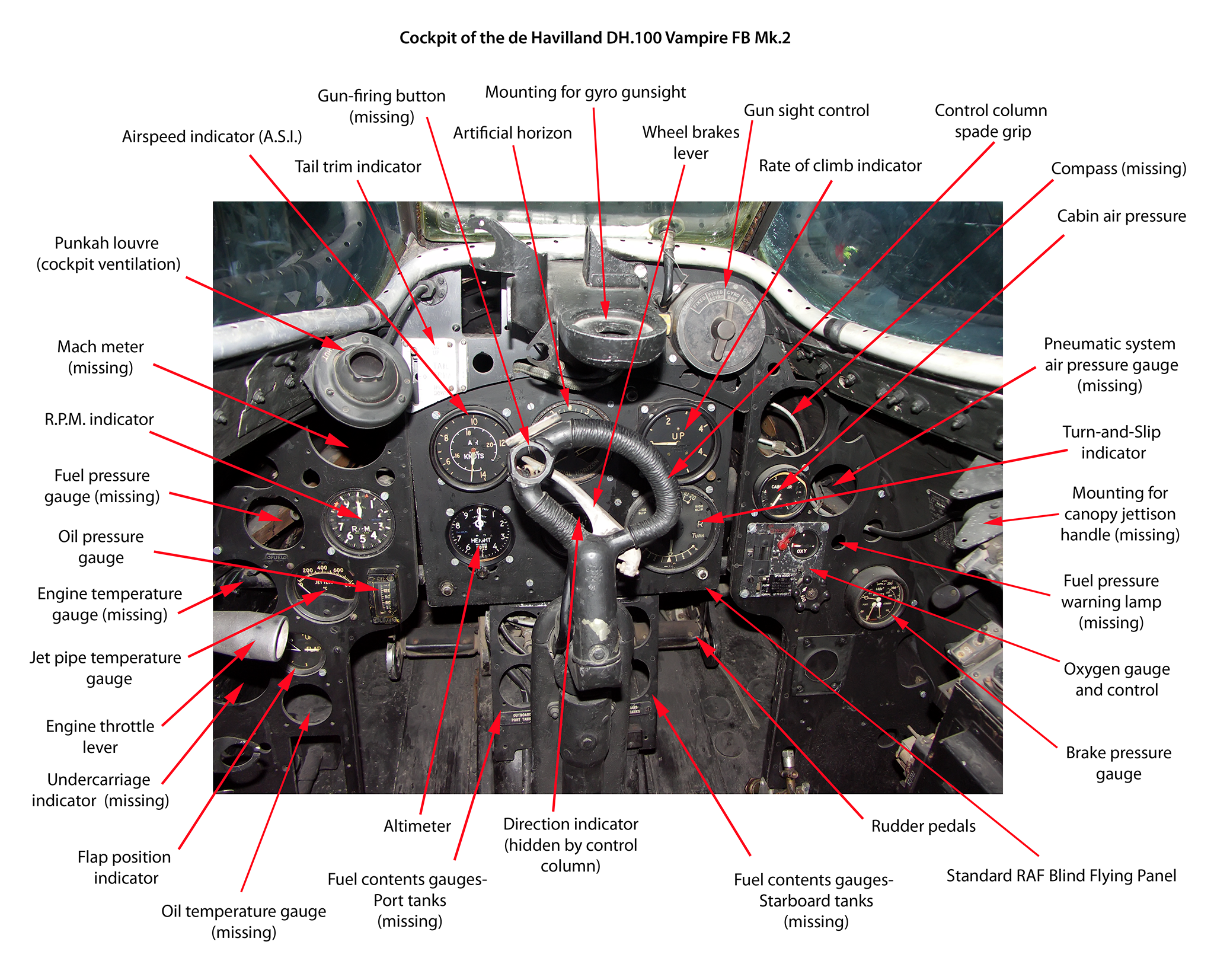
A Vampire FB Mk2 műszerfala

A Vampire hagyományostól eltérő kialakításával az első sorozatban gyártott egymotoros brit sugárhajtású repülőgép volt. A Gloster Meteort a korabeli gázturbinák kis tolóereje miatt még két hajtóművel kellett ellátni, de ahogy egyre erősebb gázturbinák kerültek ki a gyárakból, az egymotoros vadászgép kézenfekvőbb megoldásnak mutatkozott. A de Havilland gyárban Frank Halford fejlesztett ilyen motort, a H.1-et, melyet később Goblin néven gyártottak. A hajtóműhöz tervezték a kéttörzsű, orrkerekes futóművel ellátott, teljesen fémépítésű, négy gépágyúval ellátott vadászgépet a DH.99-et. A kettős törzs lehetővé tette, hogy a sugárhajtóművet a hagyományos felépítésű törzsnél szükséges hosszú fúvócső nélkül építsék be, ez a megoldás csökkentette a gázsugár veszteségeit. Később a sárkányt vegyes fa és fémszerkezetűre változtatták és a terv új neve DH.100 lett.
A Légügyi Minisztérium E.6/41 kiírása alapján 1942 közepén két prototípus tervezését kezdték el Hatfieldben, mindössze két évvel a Meteor után. A gép teljesen de Havilland konstrukció volt, melynél felhasználták a gyár nagy gyakorlatát a ragasztott faszerkezettel készített repülőgépek terén. Sok szerkezeti megoldást először a Mosquito bombázónál alkalmazták. A Vampire hagyományos középszárnyas repülőgép volt trapéz alakú szárnnyal, a tojás alakú, alumíniummal borított törzsben helyezkedett el a gázturbina.

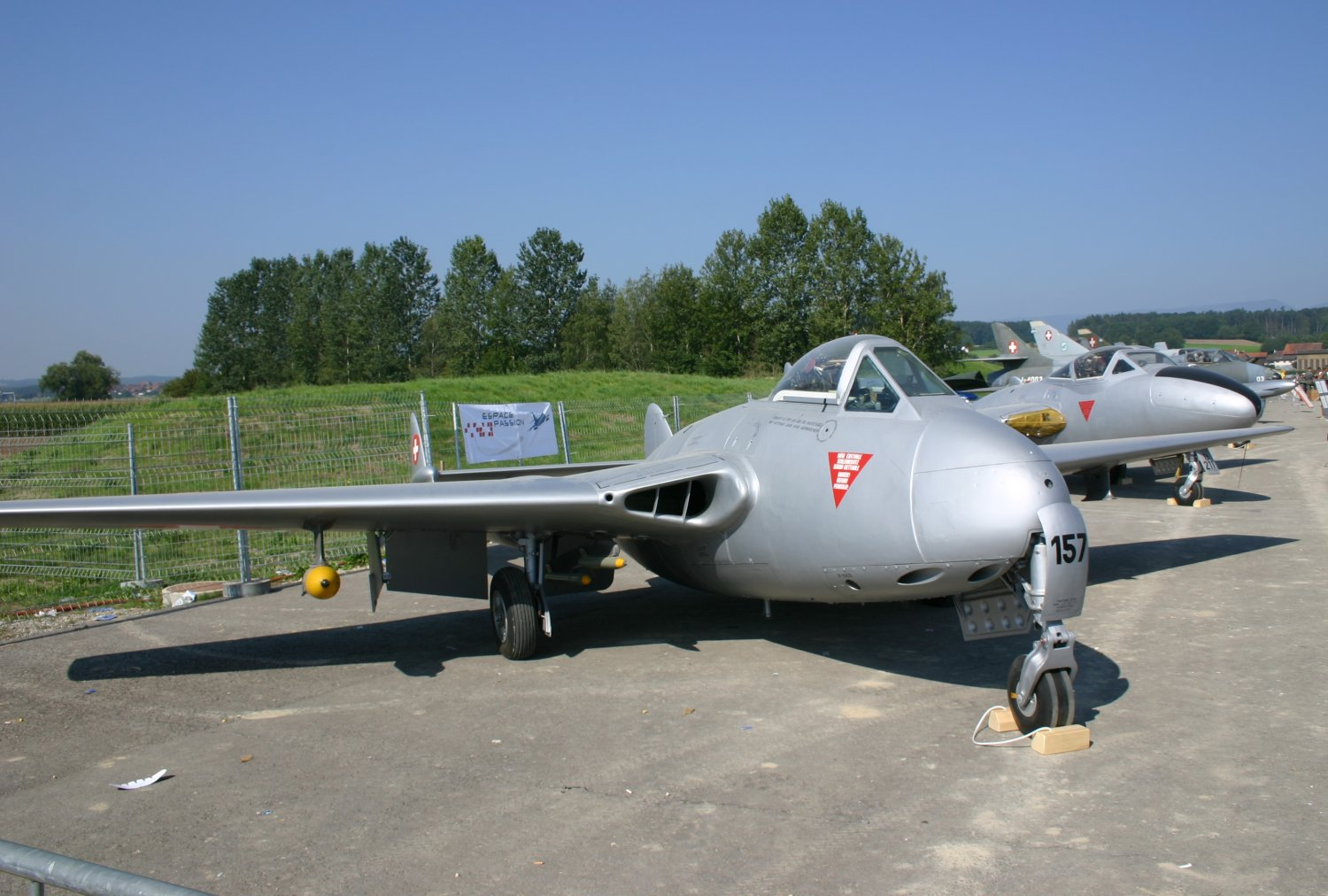
Együléses FB5 (balra) és a kétüléses T11 seat Vampire.

 A Vampire-val először Geoffrey de Havilland Jr a de Havilland berepülőpilótája, a társaság alapítójának fia szállt fel 1943. szeptember 20-án Hatfieldben, vagyis mindössze hat hónappal a Meteor első repülése után. Ennek az eseménynek az időpontját az hátráltatta, hogy az egyetlen szabad hajtóművet átküldték a Lockheed-nek, hogy beépítsék a P–80 Shooting Star prototípusába a földi futáspróbák alatt tönkrement gázturbina helyébe.
A sorozatgyártású Vampire Mk I csak 1945 áprilisában szállt fel először, a gépek többségét az English Electric gyártotta le, mivel a de Havilland szerelősorait más típusok gyártása teljesen lekötötte. Bár a RAF szorgalmazta a Vampire hadrendbe állítását, a fejlesztés egészen a háború végéig folytatódott, ezért a gép már nem vett részt a második világháború harcaiban.
A de Havilland magánkezdeményezése a DH.113 éjszakai vadászgép, melyet exportra szánt. Az első megrendelés az Egyiptomi Légierőtől jött, de a szállítást megakadályozta a brit kormány, mivel általános tilalmat rendelt el Egyiptom felé fegyverszállításokra. Ehelyett a RAF vette át a tételt és rendszerbe állította mintegy közbenső megoldásként a de Havilland Mosquito nyugdíjazása és a Meteor NF (éjszakai vadász) rendszerbeállítása között. A Vampire-ból összesen 3268 darabot gyártottak le 15 változatban, ezek között kétüléses éjszakai vadászok, gyakorló repülőgépek és Sea Vampire repülőgéphordozóra szánt vadászgépek is voltak.

## Változatok
- DH 100: három prototípus.
- Vampire Mk I: Együléses vadászgép a RAF számára, 244 készült.
- Mk II: Három prototípus Rolls-Royce Nene sugárhajtóművel. Egy épült, kettőt korábbi gépből alakítottak át.
- F 3: Együléses vadászgép a RAF számára. Két prototípust Mk I-ből alakítottak át és 202 sorozatgyártással készült. 20 darabot Norvégiába exportáltak.
- Mk IV: Nene hajtóműves terv, soha nem épült meg.
- FB 5: Együléses vadászbombázó változat Goblin 2 sugárhajtóművel. 930 készült a RAF számára és 88 exportra.
- FB 6: Együléses vadászbombázó Goblin 3 sugárhajtóművel. 178 készült, 100 készült Svájcban a Svájci Légierő számára.
- Mk 8: Ghost hajtóművel. Egyet átalakítottak Mk I-ből.
- FB 9: Trópusi változatú vadászbombázó, mely az Mk. 5-től a légkondicionálással tér el. Goblin 3 hajtotta. 326 készült, legtöbb a de Havillandben.
- Mk 10 vagy DH 113 Vampire: Goblin hajtóművel szerelt kétüléses prototípus, kettő készült.
- NF 10: Kétüléses éjszakai vadász változat a RAF számára, 95 készült, melyből 19 jelölése NF54.
- Sea Vampire Mk10: Prototípus repülőgéphordozó próbákra. Egy átalakítva korábbi típusból.
- Mk 11 vagy DH 115 Vampire Trainer: Állami megrendelés nélkül készült kétüléses gyakorlógép prototípus.
- T 11: Kétüléses gyakorlógép változat a RAF számára Goblin 35 hajtóművel, 731 készült.
- Sea Vampire F 20: Az FB 5 haditengerészeti verziója, 18-at készített az English Electric.
- Sea Vampire Mk 21: Három gép korábbi változatból átalakítva próbákhoz.
- Sea Vampire T 22: Kétüléses gyakorló változat a Királyi Haditengerészet számára, 73 darabot gyártott a de Havilland.
- FB 25: FB 5 változat, 25 darab készült Új-Zéland számára.
- F 30: Együléses vadászbombázó az ausztrál légierő (RAAF) számára Rolls-Royce Nene gázturbinával. 80 darab épült Ausztráliában.
- FB 31: Nene hajtotta, 29 épült Ausztráliában.
- F 32: Egy ausztráliai változat légkondicionálással.
- T 33: Kétüléses gyakorló változat. Goblin hajtóművel épült, 36-ot gyártottak Ausztráliában.
- T 34: Kétüléses gyakorló változat a Királyi Ausztráliai Haditengerészet számára. Öt darab készült Ausztráliában.
- T 34A: Vampire T 34 katapultálható üléssel felszerelve.
- T 35: Módosított kétülésű gyakorló változat, 68 készült Ausztráliában.
- T 35A: T33 átalakítása T35 típusra.
- FB 50: Svéd exportra készült J 28B jelöléssel. 310 épült.
- FB 51: Export prototípus (egy átalakítás) Franciaország számára.
- FB 52: Az Mk 6 export változata, 101 készült. 36-ot Norvégiába exportáltak, ezek 1949-1957-ig voltak szolgálatban.
- FB 52A: Együléses vadászbombázó az Olasz Légierő számára, 80 készült Olaszországban.
- FB 53: Együléses vadászbombázó Franciaország számára, 250 épült Franciaországban Sud-Est SE 535 Mistral néven.
- NF 54: A Vampire NF 10 export változata az Olasz Légierő számára, 29 épült.
- T 55: A DH 115 gyakorlógép export változata, 216 épült, hatot a T11-ből alakítottak át.

## Megrendelő és üzemeltető országok
A gépet 31 ország légiereje használta, egyedül az Egyesült Államok és Spanyolország nem rendszeresítette a nagyobb nyugati országok közül.

## Adatok (Vampire FB 6)
Hossz: 9,37 m
Fesztáv: 11,58 m
Magasság: 2,69 m
Szárnyfelület: 24,34 m
Üres tömeg: 3304 kg
Legnagyobb felszálló tömeg: 5620 kg
Hajtómű: 1 db de Havilland Goblin 3 radiális kompresszoros sugárhajtómű
Tolóerő: 1490 kN
Legnagyobb sebesség: 882 km/h
Hatótáv: 1960 km
Magasság: 13 045 m
Emelkedési sebesség: 20,6 m/s
Fegyverzet:
4 x 20 mm Hispano-Suiza HS.404 (Hispano Mk.V.) gépágyú
2 x 225 kg bomba vagy ledobható üzemanyag-tartály

## Fordítás
- Ez a szócikk részben vagy egészben  a   de Havilland Vampire című angol Wikipédia-szócikk fordításán alapul.  Az eredeti cikk szerkesztőit annak laptörténete sorolja fel. Ez a jelzés csupán a megfogalmazás eredetét és a szerzői jogokat jelzi, nem szolgál a cikkben szereplő információk forrásmegjelöléseként.